# Who's Gonna Ride Your Wild Horses
Who's Gonna Ride Your Wild Horses is een nummer van de Ierse band U2
Het nummer verscheen samen met de nummers Paint It Black, Fortunate Son, een remix van Mysterious Ways en een remix van Who's Gonna Ride Your Wild Horses als single in september 1992.
WGRYWH verscheen ook op het album Achtung Baby. De versie die op de single verscheen is meer akoestisch en wordt in een toon lager gespeeld dan de albumversie. U2 speelde het nummer tijdens het openingsconcert van de ZOO-TV-tour op 29 februari 1992 in Lakeland in Florida.

## Covers
De volgende artiesten hebben het nummer gecoverd:
- Dustin
- Royal Philharmonic Orchestra
- Studio 99

Bono · The Edge · Adam Clayton · Larry Mullen jr.